# Folktyskar
Folktyskar (tyska: Volksdeutsche) var i Nazityskland en benämning, införd 1938, på tyska minoriteter bosatta utomlands och som inte hade tyskt medborgarskap, till skillnad från rikstyskar (tyska: Reichsdeutsche). Under andra världskriget användes olika grader för att klassificera folktyskar, där klass 1 och 2 användes för infödda tyskar, medan klasserna 3 och 4 för icke-tyskar som skrev på en Volksliste, det vill säga ville bli naturaliserade. Exempelvis fanns det, i de polska områden som anslöts till Nazityskland, cirka 1 miljon folktyskar av klass 1 och 2 samt 1,7 miljoner av klass 3 och 4. Inom generalguvernementet fanns det 120 000 folktyskar.
I Polen betraktades de som skrev på Volksliste som förrädare, men det finns många dokumenterade fall där dessa personer samarbetade med den polska underjordiska rörelsen.[källa behövs]